# Eigen vuur

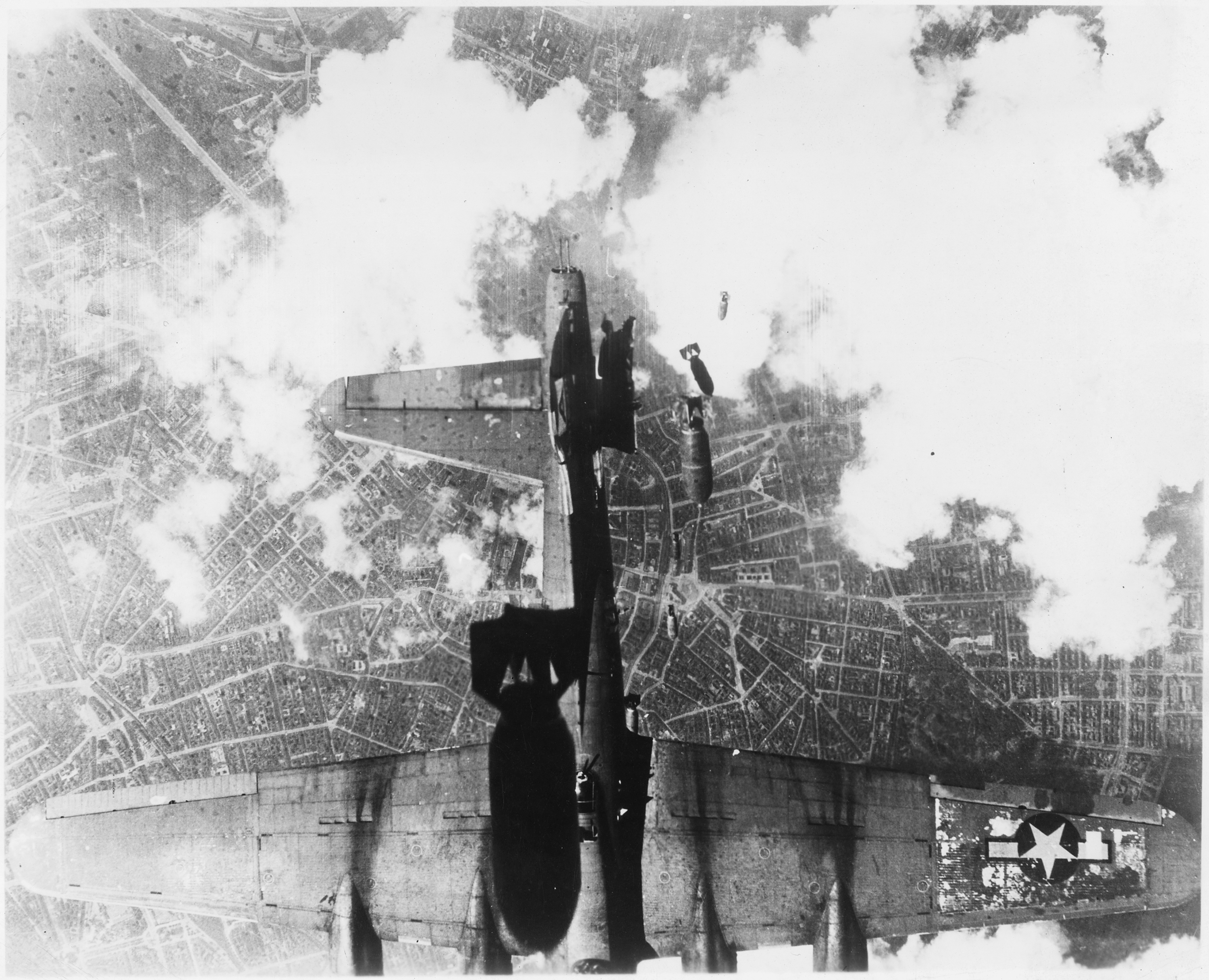
Een Amerikaanse Boeing B-17 wordt tijdens het bombarderen van Berlijn door het bommentapijt van een daarboven vliegende bommenwerper geraakt, waardoor het staartvlak vernield wordt.

Eigen vuur (ook vriendelijk vuur of vriendschappelijk vuur) is de munitie die op de eigen partij wordt afgevuurd in een oorlog. De laatste twee termen zijn eufemismen, net als het Engelse friendly fire, hetgeen "vuur van bevrienden" betekent.
De term "eigen vuur" wordt meestal gebruikt wanneer personen onder vuur van de eigen partij zijn, maar kan ook gebruikt worden wanneer men passief is, bijvoorbeeld wanneer men de artillerie in de verte hoort. Ook de term "fratricide" wordt voor "eigen vuur" gebruikt (Latijn: fratricidium: letterlijk en oorspronkelijk "broedermoord").
Oorzaken van eigen-vuur-incidenten kunnen zijn:
- het verkeerd doorgeven van coördinaten voor een bombardement
- onvoldoende coördinatie tussen de onderdelen van de strijdkrachten
- technisch falen, afzwaaiers
- de algemene chaos waarmee elke oorlog gepaard gaat
- opzet